# Животов, Алексей Александрович
Животов Алексей Александрович (род. 17 июля 1950) — ветеринарный врач, народный депутат СССР от Шахтинского территориального избирательного округа № 278 Ростовской области, кандидат сельскохозяйственных наук.

## Биография
Родился 17 июля 1950. В 1977 году окончил Донской ордена Трудового Красного Знамени сельскохозяйственный институт по специальности «Ветеринария».
В 1983—1995 годах — председатель колхоза «Россия» Октябрьского (сельского) района, хутор Красный Кут.
На момент избрания народным депутатом был членом КПСС, работал председателем колхоза «Россия». Избирался по Шахтинскому территориальному избирательному округ № 278 Ростовской области. Член Мандатной комиссии Съезда народных депутатов СССР. Член Комиссии Совета Союза по вопросам транспорта, связи и информатики.
В 1995—1999 годах — директор ПСХП племенного завода «Россия».
С сентября 2000 года и по настоящее время возглавляет Шахтинский филиал Ростовской областной станции по борьбе с болезнями животных, является главным ветеринарным врачом города Шахты. Организует противоэпизоотические мероприятия, в том числе против такой опасной болезни как бешенство, вакцинацию животных сотрудничая с местным самоуправлением, помогает в решении проблем бездомных животных. Кандидат сельскохозяйственных наук, доцент.
Является членом общественной палаты города Шахты, возглавляя комиссию по безопасности и правам человека.
Награждён государственными наградами. Награждён знаком «Шахтерская слава» III степени, (1989); Орденом почета, (1990); Почетным званием «Заслуженный работник сельского хозяйства Российской Федерации», (1993); Почетной грамотой Администрации Ростовской области, (1998); Почетной грамотой Министерства сельского хозяйства Российской Федерации, (2010).